# Saint-Alban (Côtes-d’Armor)
Saint-Alban (bretonisch: Sant-Alvan) ist eine französische Gemeinde mit 2.376 Einwohnern (Stand: 1. Januar 2022) im Département Côtes-d’Armor in der Region Bretagne. Die Einwohner der Gemeinde werden Albanais und Albanaises genannt.
Die Gemeinde erhielt 2022 die Auszeichnung „Zwei Blumen“, die vom Conseil national des villes et villages fleuris (CNVVF) im Rahmen des jährlichen Wettbewerbs der blumengeschmückten Städte und Dörfer verliehen wird.

## Geographie
Umgeben wird Saint-Alban von den Gemeinden
- Pléneuf-Val-André im Norden,
- Hénansal im Osten,
- Lamballe-Armor mit Lamballe im Südosten und Planguenoual im Süden und Südwesten.

Saint-Alban liegt etwa fünf Kilometer von der Küste des Ärmelkanals entfernt.

## Bevölkerungsentwicklung
| 1962 | 1968 | 1975 | 1982 | 1990 | 1999 | 2008 | 2012 | 2016 | 2020 |
| 1078 | 1140 | 1194 | 1548 | 1662 | 1575 | 1882 | 2031 | 2152 | 2241 |

## Baudenkmäler
Siehe: Liste der Monuments historiques in Saint-Alban (Côtes-d’Armor)
- Kapelle Saint-Jacques-le-Majeur aus dem 14. Jahrhundert, seit 1912 als Monument historique klassifiziert
- Pfarrkirche Saint-Alban mit Ursprüngen aus dem 12. Jahrhundert

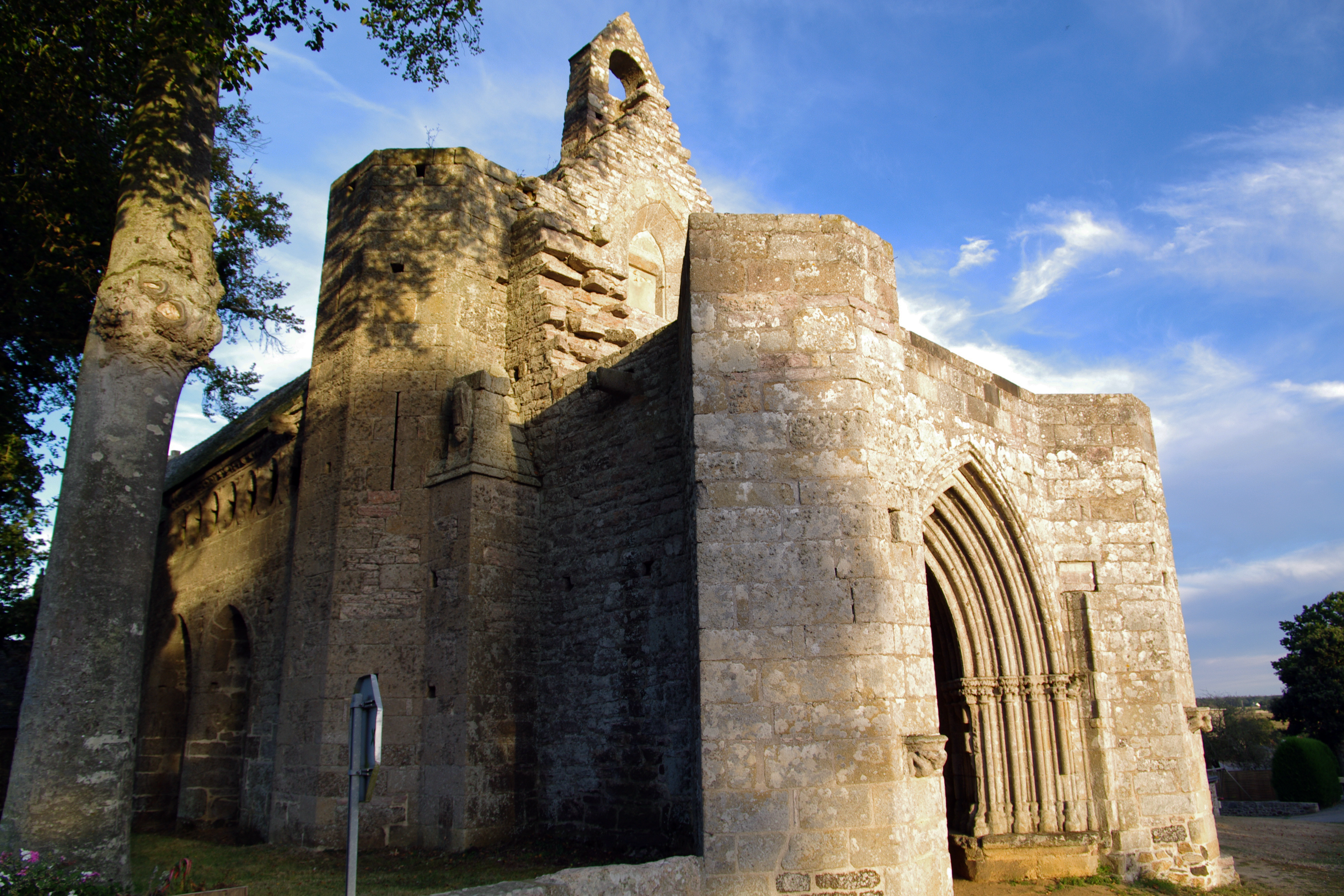
Kapelle Saint-Jacques-le-Majeur
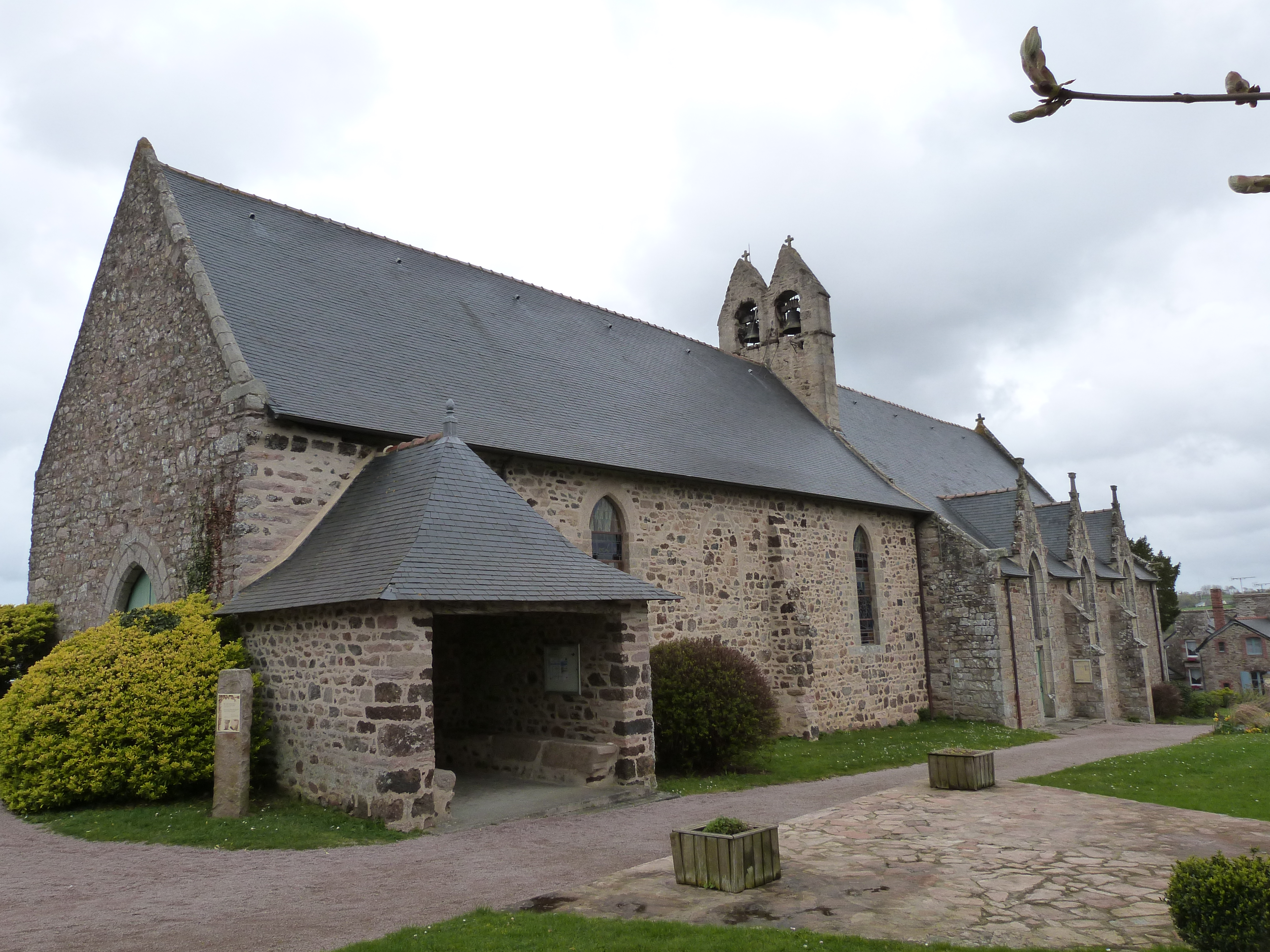
Pfarrkirche Saint-Alban

## Wappen
Auf dem Wappen der Gemeinde Saint-Alban ist die Kapelle Saint Jacques abgebildet, welche sich im Gemeindegebiet befindet.